# Begraafplaats van Nossegem
De Begraafplaats van Nossegem is een gemeentelijke begraafplaats in het Belgische dorp Nossegem, een deelgemeente van Zaventem. Ze ligt op 330 m ten noorden van de Sint-Lambertuskerk aan de noordelijke rand van het dorp. 
Er liggen 3 graven van oud-strijders uit de Eerste Wereldoorlog en 34 graven van oud-strijders uit de Tweede Wereldoorlog. 

## Britse oorlogsgraven
Bij de oostelijke muur van de begraafplaats ligt een perk met 5 Commonwealth gesneuvelden uit de Tweede Wereldoorlog. Het is de bemanning van een Stirling bommenwerper die op 2 september 1942 werd neergeschoten. Onder de slachtoffers zijn er 3 Britten en 2 Nieuw-Zeelanders. De piloot en nog een bemanningslid konden zich redden met hun parachute.
Hun graven worden onderhouden door de Commonwealth War Graves Commission en staan er geregistreerd onder Nossegem Communal Cemetery.